# Troglohyphantes latzeli
Troglohyphantes latzeli är en spindelart som beskrevs av Thaler 1986. Troglohyphantes latzeli ingår i släktet Troglohyphantes och familjen täckvävarspindlar.
Artens utbredningsområde är Österrike. Inga underarter finns listade i Catalogue of Life.